# Водяниця (міфологія)
Водяниця, деколи Водяна Баба, Шутовка, Шутиха — давній слов'янський мітологічний образ[джерело?], жіночий дух води. Дружина Водяника, дівчина-утоплениця з хрещених, тому до нечистої сили не належить.
Водяниці, які були хрещені і називаються шутовками, можуть через два або три роки вернутися до людей, особливо якщо не потонули, а були прокляті батьками і понесені на річкове дно нечистою силою. Ця назва для русалок вживана в уральських козаків, у Володимирській губернії і в інших місцях.
За віруваннями, водяниці живуть в річках, на відміну від морян — мешканок морів.
Іноді водяницю вважають за русалку.

## Назва
Слово «водяниця» утворене від слова «водяник», яке в східнослов'янській міфології використовувалося на позначення нечистого, що жив у воді. «Водяниця» — та, яка перебуває у воді. Назва була поширена у тих місцевостях, де ім'я «русалка» було невідоме або маловживане.
Шутовка означає власне дружина або донька блазня (шута), а блазнем називають евфемістично біса.

## Вигляд
Уявляється в образі оголеної жінки, котра розчісує на березі довгі коси гребенем з хребта щуки. Той гребінь має чарівну силу — водяниця може затопити село, напустивши повну річку води, якщо селяни її чимось прогнівили. Всі водяниці — красуні, навіть коли не були ними прижиттєво, здаються прозорими через надзвичайну блідість.
Житлом їх є гніздо у вирах та улоговинах, з пір'я та соломи, деякі мешкають в розкішних підводних палацах.

## Особливості поведінки
Водяниці надають перевагу лісовим та млиновим вирам, однак більше полюбляють чорториї біля млинів, де швидка течія каламутить воду та вимиває ями. Під млиновими колесами вони збираються для нічних забав, разом з водяниками. Водяниці шкодять: стрибають на млинові колеса та крутяться на них, псують рибальські сіті, ламають жорна, викрадають прання в жінок, деякі топлять людей за кепкування з річки, в котрій живуть.

## Прикмети
- Для рибалки знайти гребінь водяниці — заплутаються сітки.
- Обереги від водяниць — полин та одолінь-трава[6].

## Перекази
В північних росіян було вірування у Водяничку та діда Савку, котрий крав її корів, що нагадує міт про боротьбу Велеса з Перуном за худобу.